# Menidia extensa
Menidia extensa är en fiskart som beskrevs av Hubbs och Raney, 1946. Menidia extensa ingår i släktet Menidia och familjen Atherinopsidae. IUCN kategoriserar arten globalt som sårbar. Inga underarter finns listade i Catalogue of Life.